# The Dresden Dolls

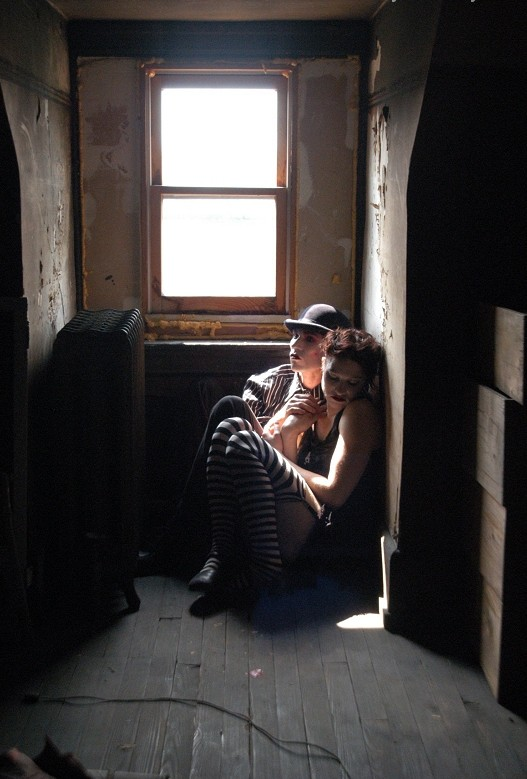

The Dresden Dolls egy amerikai (bostoni) „brechti punk” kabaré együttes.
Az együttes 2000-ben jött létre, két héttel azután, hogy Amanda Palmer (énekes, zongorista, harmonikás és ukulele-játékos) és Brian Viglione (ének, ütőhangszerek, gitárok) megismerkedett egy halloween-i bulin.
Élő előadásaik forrása a punk zene és a hajdani weimari német kabaré. Műsoraiknak van valami kihívóan morbid, fekete humorú karaktere.

## Diszkográfia

### Albumok
- 2003: A Is for Accident
- 2003: The Dresden Dolls
- 2006: Yes, Virginia...
- 2008: No, Virginia...

### DVD-k
- 2005: Paradise
- 2007: Live at the Roundhouse

### Szólólemezek
- 2003: Good Day (7" vinyl)
- 2004: Coin-Operated Boy
- 2004: Girl Anachronism
- 2006: Sing
- 2006: Backstabber
- 2007: Shores of California
- 2008: Night Reconnaissance